# Каллистовский синод
Каллистовский синод (официальное название Грече́ская це́рковь истинно-правосла́вных христиа́н, греч. Ἐκκλησία Γνησίων Ὀρθοδόξων Χριστιανῶν) — неканоническая греческая старостильная юрисдикция, существовавшая в 1979—1984 годах. Получила название по имени своего основателя Каллиста (Макриса).

## История
В 1979 году двое иерархов неканонического старостильного Флоринитском синоде — митрополит Коринфский Каллист (Макрис) и митрополит Мегарский Антоний (Фанасис) без ведома Архиепископа и синода, с 20 по 23 февраля рукоположили восемь архимандритов во епископов. О своих действиях они проинформировали архиепископа только 27 февраля, желая «заручиться его поддержкой». Не получив желаемого, они низлагают архиепископа Авксентия, после чего регистрируют свою юрисдикцию с именем «Греческая Церковь Истинно-Православных Христиан».
Затем они стали пытаться установить общение с РПЦЗ, но не преуспели.
Осенью 1979 года иерархами «каллистовского» синода был принят представитель неканонической «Румынской Православной Церковью Старого календаря» «епископ» Сильвестр (Онофреи), после собеседования с которым 30 октября/12 ноября 1979 года было подписано соглашение о взаимном признании действительности епископских хиротоний в обеих группировках и об установлении между ними евхаристического общения. Ответное посещение «Румынской Православной Старостильной Церкви» греческой стороной было осуществлено в апреле 1980 года.
В 1982 году через крещение был принят Иоанн (Баскио), возглавивший созданную тогда же епархию на острове Сардиния.
В 1983 году митрополит Каллист рассорился со своим синодом и ушёл из него. В том же году митрополиты Максим (Цицимбакос), Герман (Афанасиу) и Каллиник (Сарандопулос) вернулись во Флоринитский синод.
В 1984 году митрополиты Антоний (Фанасис), Каллиник (Карафиллакис), Матфей (Лангис), Каллиопий (Яннакопулос) покинули данную юрисдикцию и объединились с группой митрополита Пирейского Геронтия (Маргиолиса).
Оставшиеся епископы Оропосский Киприан (Куцумбас) и Сардинский Иоанн (Баскио) образовали новую неканоническую старостильную юрисдикцию под названием «Синод Противостоящих», которая сохранила общение с Румынской старостильной церковью, при этом историю Каллистовского синода они рассматривали в дальнейшем как часть истории своей Церкви, но с упором на роль Киприана (Куцумбаса) в ней.
Сам же основатель Каллистовского синода скончался в 1986 году, не оставив последователей.

## Епископат
- Каллист (Макрис), митрополит Коринфский (февраль 1979—1983)
- Антоний (Фанасис), митрополит Мегарский (февраль 1979—1984)
- Киприан (Куцумбас), митрополит Оропосский и Филейский (20 февраля 1979—1984)
- Максим (Цицимбакос), митрополит Магнезийский (20 февраля 1979—1983)
- Каллиник (Сарандопулос), митрополит Ахайский (21 февраля 1979—1984)
- Матфей (Лангис), митрополит Инойский (21 февраля 1979—1984)
- Герман (Афанасиу), митрополит Аиолийский (22 февраля 1979—1983)
- Каллиопий (Яннакопулос), митрополит Пентапольский (22 февраля 1979—1984)
- Каллиник (Карафиллакис), митрополит Додеканийский (23 февраля 1979—1983)
- Меркурий (Калоскамис), митрополит Консский (23 февраля 1979 — 1980) умер
- Иоанн (Баскио), митрополит Сардинский, экзарх Италии (10 апреля 1982—1984)